# بلدة تشيسترفيلد (ميشيغان)
تشيسترفيلد (بالإنجليزية: Chesterfield Township, Michigan)‏ هي بلدة تقع بولاية ميشيغان في الولايات المتحدة. تبلغ مساحتها 79.4 (كم²)، وترتفع عن سطح البحر 180 م، بلغ عدد سكانها 43381 نسمة في عام تعداد الولايات المتحدة 2000 حسب إحصاء مكتب تعداد الولايات المتحدة وتصل الكثافة السكانية فيها 518 نسمة/كم2.

## وصلات خارجية
- *Chesterfield Township, Michigan
- The US50 - Cities and Towns in Michigan State
- Michigan Cities and Towns, Facts, Map, Flag, Colleges, Government, and More